# Supîna, Țarîceanka
Supîna (în ucraineană Супина) este un sat în comuna Novopidkreaj din raionul Țarîceanka, regiunea Dnipropetrovsk, Ucraina.

## Demografie
Componența lingvistică a localității Supîna
     Ucraineană (94,27%)
     Rusă (4,46%)
     Alte limbi (0,64%)
Conform recensământului din 2001, majoritatea populației localității Supîna era vorbitoare de ucraineană (94,27%), existând în minoritate și vorbitori de rusă (4,46%).